# Fangtai (köpinghuvudort i Kina, Heilongjiang Sheng, lat 46,09, long 126,93)
Fangtai (kinesiska: 方台, 方台镇) är en köpinghuvudort i Kina. Den ligger i provinsen Heilongjiang, i den nordöstra delen av landet, omkring 44 kilometer nordost om provinshuvudstaden Harbin. Antalet invånare är 28 096. Befolkningen består av 13 919 kvinnor och 14 177 män. Barn under 15 år utgör 12,0 %, vuxna 15-64 år 80 %, och äldre över 65 år 6,0 %.
Runt Fangtai är det ganska tätbefolkat, med 239 invånare per kvadratkilometer. Närmaste större samhälle är Juyuan, 16,6 km söder om Fangtai. Trakten runt Fangtai består till största delen av jordbruksmark.
Genomsnittlig årsnederbörd är 768 millimeter. Den regnigaste månaden är juli, med i genomsnitt 204 mm nederbörd, och den torraste är januari, med 7 mm nederbörd.